# Teatre Municipal de Girona
El Teatre Municipal de Girona és un teatre públic del municipi de Girona. L'edifici on està ubicat forma part de l'Inventari del Patrimoni Arquitectònic de Catalunya.

## Descripció
És un edifici públic que ocupa un solar irregular. Presenta tres cossos: l'accés amb un pòrtic; l'escalinata que va de l'entrada a la planta amb una amplada de 8 metres i damunt d'ells el saló de descans de planta quadrada i decorat amb estil rococó. El segon cos inclou la sala, amb una cabuda per 1300 espectadors, presenta la planta en forma de ferradura de 17,6 x 17,3 m i 13,5 m d'alt. En el sostre hi ha representada una al·legoria de les muses de les arts entorn de la figura del Déu Apol·lo, que centra la composició. El tercer cos és el que es correspon amb l'escenari i presenta una profunditat màxima de 23 m. Els motius ornamentals de la boca de l'escenari s'inspiren en el Renaixement. La façana presenta un esquema renaixentista: basament amb arcades, planta noble amb altes finestres i coronament amb frontó. Les parets del teatre són de maçoneria, la pedra de Girona és present a la façana principal i a l'escalinata. L'estructura de la coberta és amb fusta i les decoracions interiors són de guix o tela pintada sobre fusta.

### Saló del descans
Situat al primer pis del Teatre Municipal i sobre l'entrada principal. Presenta una planta rectangular lleugerament irregular, de 14 m del costat més llarg. La diferència d'amplades d'1,6 m, gràcies a la decoració és gairebé inapreciable.
L'ornamentació de la sala és d'estil moderadament rococó. Unes dobles pilastres amb capitell jònic emmarquen uns espais amb miralls i elements decoratius a les parets. Un arquitrau corregut al voltant de tota la sala fa de base d'unes pintures que representen al·legories de la tragèdia i de la comèdia. El sostre es troba a 8 metres d'alçada i és decorat seguint el mateix estil, del seu punt central hi penja una gran aranya de llum. El paviment és de marbre blanc i negre formant quadres.

### Escalinata d'accés
Espai de planta rectangular que dona cabuda a l'escalinata que serveix per accedir a l'interior del teatre Municipal. Els graons ocupen tota l'amplada del recinte i són construïts amb pedra de Girona. Unes baranes metàl·liques parteixen l'escala en tres parts que tenen continuïtat a les tres portes d'entrada i sortida situades a dalt i a baix. Tant a la part superior com a la inferior les portes estan emmarcades per columnes de caràcter toscà. A l'arrencament de l'escala hi ha dues copes sobre basament paral·lelepipèdic d'estil neoclàssic. Els arrambadors laterals són de pedra artificial. Originàriament als laterals hi havia obertures semicirculars. La il·luminació es realitza gràcies a uns aplics laterals no gaire encertats. Sobre les portes d'entrada hi ha els busts de Pitarra, Calderón i Clavé.

## Història

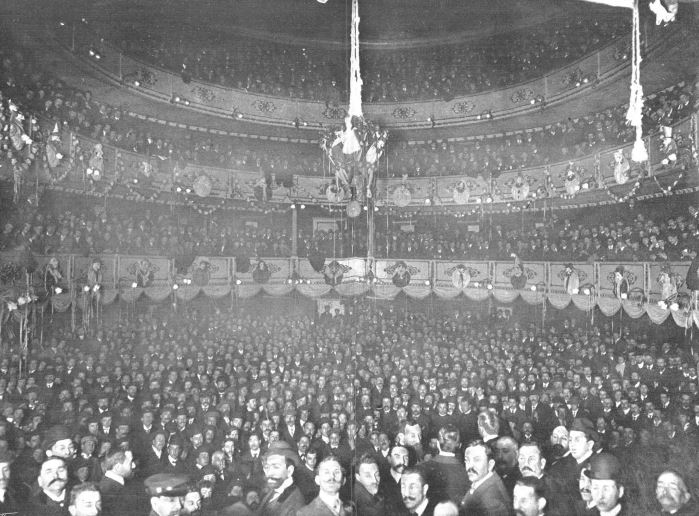
Acte de Solidaritat Catalana al 1906

El teatre fou bastit l'any 1860 per substituir l'antic edifici del "Pallol", l'antic Teatre de Comèdies que es trobava al mateix lloc. L'època en què va ser construït es correspon a un moment d'esplendor del gènere teatral d'origen italià, fet que es recull en la decoració dels interiors. L'actual Teatre Municipal, inaugurat el 29 d'octubre de 1860 amb l'òpera La Traviata, de Verdi, prengué el nom de "Teatro de la Reina" fins a l'any 1868.
El cost de les obres fou de 147.000 rals per a l'edificació i fusteria i de 102.000 rals per a la decoració. Fins a mitjans dels anys 1970 no ha reprès aquell impuls inicial, recobrant l'antic paper de referència cultural a Girona gràcies sobretot a les òptimes condicions acústiques de l'escenari.